# MV Oliver Cromwell
El MV Oliver Cromwell fue un barco de recreo de estilo río Misisipi que se construyó como una barcaza holandesa en 1922 y se convirtió en un hotel fluvial en 1993. Como un barco de vapor de ruedas de popa, sirvió como hotel, restaurante y lugar de cabaret en Gloucester Docks, Gloucester. El barco se hundió en el mar de Irlanda a unas 12 millas (10 millas náuticas; 19 km) al oeste de South Stack, Anglesey, el 25 de marzo de 2018 mientras era remolcado a una nueva ubicación en Coleraine, Irlanda del Norte.

## Hundimiento
El barco se hundió en el mar de Irlanda a unas 12 millas (10 millas náuticas; 19 km) al oeste de South Stack, Anglesey, el 25 de mayo de 2018 mientras era remolcado a una nueva ubicación en Coleraine, Irlanda del Norte. La guardia costera de Holyhead estuvo presente, pero no pudo evitar el hundimiento, el timonel comentó: "Fue muy triste ver a un barco tan hermoso hundirse de esa manera, pero nadie estuvo en peligro y la falta de combustible a bordo significó que no hubo problemas ambientales". En junio de 2018, la Agencia Marítima y de Guardacostas llevó a cabo una investigación sobre el hundimiento de la barcaza.